# 利伯蒂镇区 (俄亥俄州亚当斯县)
利伯蒂镇区是美国俄亥俄州亚当斯县的一个镇区。2010年美國人口普查时共有1965人。这是全州25个利伯蒂镇区之一。

## 地理
利伯蒂镇区位于亚当斯县西部，与以下镇区接壤：
- 韦恩镇区 - 北
- 蒂芬镇区 - 东
- 门罗镇区 - 东南
- 斯普里格镇区 - 南
- 布朗县亨廷顿镇区 - 西南
- 布朗县伯德镇区 - 西

亚当斯县的县治西尤宁的一小部分位于该镇区。

## 历史
利伯蒂镇区建于1817年。

## 政府
镇区有3人组成的理事会管理。理事会理事选举在奇数年11月举行，并在来年1月1日开始四年任期。两名理事的选举在总统选举后一年举行，另一名的选举在总统选举前一年举行。镇区财务官亦由选举产生，与一名镇区理事选举同时举行，不过在来年4月1日才开始四年任期。若财务官或理事职位有空缺，将由剩余理事填补。